# Hysterothylacium tasmaniense
Hysterothylacium tasmaniense is een rondwormensoort uit de familie van de Anisakidae. De wetenschappelijke naam van de soort is voor het eerst geldig gepubliceerd in 1945 door Johnston & Mawson.